# South of Nowhere
South of Nowhere es una serie de televisión creada por Thomas W. Lynch que comenzó a emitirse el 4 de noviembre de 2005. Fue una de seis series originales de la cadena The N, y obtuvo excelentes críticas de varios diarios y revistas como The Boston Tribute, New York Post, New York Daily News, Entertainment Weekly y Variety.
Se produjeron treinta y dos capítulos, contando las tres temporadas. Posteriormente, el 10 de octubre de 2008 se comenzó a emitir la segunda parte de la tercera y última temporada, finalizando el 12 de diciembre del mismo año. Constó de ocho capítulos más, el primero llamado «Career day» y el último «On the precipice». La cadena de televisión MTV Latinoamérica presentó las dos primeras temporadas; la segunda finalizó el 13 de mayo de 2008.

## Argumento
South of Nowhere es una serie dirigida a un público esencialmente adolescente, que trata temas como la homosexualidad, la drogadicción, el racismo y la religión.
Sigue las vidas de los miembros de la familia Carlin: Paula y Arthur y sus hijos Glen, Clay y Spencer, que se trasladan desde una pequeña ciudad de Ohio a la gran ciudad de Los Ángeles, California, debido a un trabajo que ofrecen a Paula. La familia y en especial sus hijos tendrán que acomodarse al nuevo entorno. Spencer es una chica de dieciséis años que no acaba de encontrar su lugar en el mundo; Glen, de diecisiete años, es una estrella del baloncesto, muy popular entre las chicas; y Clay, también de diecisiete años, es un afroamericano adoptado a los 8 años por la familia Carlin, listo y sarcástico, pero que se enfrenta con las dificultades de ser negro en LA. 
Una de las tramas principales incluye la relación entre Spencer y su amiga abiertamente lesbiana Ashley Davies. La estrecha relación entre las chicas conduce a Spencer a cuestionar su propia orientación sexual, un tema que creó cierta controversia antes de que la serie se emitiera. Fue la primera serie del canal The N que se enfrentó a este tema a través de uno de los personajes principales, y el primer programa de televisión que mostró en Estados Unidos adolescentes homosexuales como personajes principales.
Según Claudia Mitchell y Jacqueline Reid-Walsh, la relación de Spencer y Ashley es un signo de resistencia a la heterosexualidad forzada en la cultura popular para chicas, una de las inclusiones de tramas notables de lesbianismo en algunos programas y series, como la de los personajes de Willow y Tara en Buffy the Vampire Slayer; Anna en One Tree Hill; Marissa y Alex en The O.C.; Paige y Alex en Degrassi: The Next Generation.

## Personajes

### Spencer Carlin
Interpretada por Gabrielle Christian, Spencer pasa por muchas vicisitudes en la serie. Tras el traslado de su familia desde su pequeña población en el medio oeste estadounidense, conoce a la oscura Ashley Davies, prácticamente su opuesto, pero de algún modo su amistad se convierte en un romance. En cuanto Spencer comienza a sospechar su lesbianismo su familia también lo hace. Su madre y su hermano Glen tienen dificultades para entenderlo, pero finalmente empiezan a aceptarla y apoyarla. El asesinato de su hermano adoptivo Clay y la ruptura de su relación con Ashley no consiguen hundirla, y continúa su vida llena de esperanza, excitada por las posibilidades del futuro.

### Glen Carlin
Interpretado por Chris Hunter, Glen era una estrella del baloncesto y el ligón de la escuela, hasta el punto de salir con la jefa de las animadoras, Madison. Debido a una herida en la rodilla, sus sueños de convertirse en jugador de baloncesto se van al garete. Glen no sabe hacia dónde ir y empieza a refugiarse en las drogas para poder pasar los días. Finalmente es descubierto, se da cuenta del pozo donde estaba cayendo, y se desintoxica. Al principio le cuesta mucho aceptar la relación entre Ashley y su hermana; pero con el tiempo aprende a convivir con ello.

### Clay Carlin
Interpretado por Danso Gordon, Clay se preparaba para los estudios superiores y una vida de éxito. Pero su novia Chelsea se queda embarazada, y su futuro se va al traste. Aun así él le ofrece todo su apoyo, y cuando su hermana Spencer sale del armario, Clay está allí para apoyarla. Cuando parece hacerse con su descontrolada vida, muere a consecuencia de un tiroteo durante la graduación del instituto.

### Ashley Davis
Interpretada por Mandy Musgrave, Ashley es la hastiada hija de una estrella rock de la década de 1980 que expande los horizontes de Spencer, abriéndola a su mundo, su sexualidad y su primer amor. Pero al crecer su relación las tornas se giran, y Ashley, que era la primera en levantar muros y desviar las emociones con el sarcasmo, madura y se suaviza por la influencia de Spencer. Pero su mal genio sigue allí, y estar con ella significa saber que en cualquier momento puede romperte el corazón.

### Arthur Carlin
Interpretado por Rob Moran, Arthur es un hombre familiar que atesora cada segundo que pasa con sus hijos. Hace de mediador entre su mujer y su hija, en el conflicto familiar que supone el descubrimiento de la orientación sexual de Spencer. Tras la muerte de su hijo Clay, se enfrenta al desafío de mantener su familia unida.

### Paula Carlin
Interpretada por Maeve Quinlan, Paula Carlin es una cirujana que traslada a su familia a Los Ángeles cuando consigue un lucrativo trabajo en un hospital, lo que crea ciertas tensiones con su pareja. Divide su tiempo entre el trabajo y sus hijos, en una carrera que parece perder. El mundo que sueña para ellos se desmorona cuando descubre la relación de Spencer y Ashley, lo que le causa un gran pesar.

### Otros personajes
- Aiden Dennison. Interpretado por Matt Cohen, antiguo novio de Ashley que sigue enamorado de ella.[10] -
- Madison Duarte. Interpretado por Valery Ortiz, jefa de las animadoras y antigua novia de Aiden, inicia una relación con Glen. Cuando termina su relación descubre que no puede reconquistar a Aiden, que su familia se ha arruinado y es expulsada de las animadoras.[11]
- Sean Miller. Interpretado por Austen Parros, mejor amigo de Clay, le ayuda a ser igualmente honesto con su raza y su corazón.[12]
- Chelsea Lewis. Interpretada por Aasha Davis, es una artista, un espíritu libre que se enamora de Clay y ve truncados sus sueños con el embarazo. Pero después de la pérdida de su bebé, sigue adelante y se enamora de Glen.[13]
- Kyla Woods. Interpretada por Eileen Boylan, es la media hermana de Ashley, a la que intenta superar mientras se las tiene en su relación con Aiden, quien finalmente tras la graduación confiesa su amor por Ashley.[14]

## Episodios
| Temporada   | Episodes | Premier Date         | End Date    |
| ----------- | -------- | -------------------- | ----------- |
| Temporada 1 | 11       | 04-Nov-2005          | 03-Feb-2006 |
| Temporada 2 | 12       | 29-Sep-2006          | 22-Dic-2006 |
| Temporada 3 | 16       | 10 de agosto de 2007 | 12-Dic-2008 |

## Música de la serie
El tema principal de la primera temporada de la serie es "I Don't Want to Know (If You Don't Want Me)" del grupo de rock femenino The Donnas y en la versión latinoamericana el tema es "Lift me Up" de Gena Olivier. El tema principal de la segunda y tercera temporada es "Wasted" por la cantante L.P.

## Premios y reconocimientos
South of Nowhere fue nominada los años 2006, 2007 y 2009 a los GLAAD Media Awards, en la categoría de «Serie dramática» (Outstanding Drama Series), entregados por la Gay & Lesbian Alliance Against Defamation (GLAAD) para promover un tratamiento justo, cuidadoso e inclusivo de individuos y situaciones en los medios de comunicación como un medio para eliminar la homofobia y la discriminación basada en la identidad de género y la orientación sexual; 
en 2007 fue nominada a los Teen Choice Awards, otorgados por el canal de televisión estadounidense FOX en la categoría Choice TV: Breakout Show; y en 2009 fue nominada una de sus guionistas, Arika Lisanne Mittman, a los Premios WGA de la Writers Guild of America, en su categoría Children's Episodic & Specials, por el episodio Spencer's 18th Birthday. La misma guionista ganó en 2009 el premio Humanitas Prize en su categoría Children's Live-Action Category por el mismo episodio.
En la televisión para internet surgió en 2007 una serie en línea amateur de temática lésbica española, Gocca: Una historia real, basada en South of Nowhere, que comienza cuando Alba, una adolescente de 16 años reservada y aplicada se traslada desde Toledo a Madrid, donde conoce y se enamora de Marta, de su misma edad, rebelde y que se define como bisexual.